# 边靖楼
边靖楼又名鼓楼、谯楼，位于山西省代县上馆镇城中央十字街心，南立面正对南大街，北立面正对鼓楼后街。历史上，边靖楼是代州城的制高点，具有重要的军事价值。同时突出于旧城低平天际线中，气势磅礴，雄伟壮丽，古韵醇厚。现为全国重点文物保护单位。

## 历史
边靖楼由吉安侯陆亨始建于明洪武七年（1374年），初建时通高约10米，楼分七楹，结构较小。成化七年（1471年）火灾后，都督佥事刘宠、副使蔡麟重建。十二年（1476年）建成，清代康熙、雍正、嘉庆、道光、光绪年间多次大修。

## 建筑形制
边靖楼坐北朝南，是砖木结构建筑，由高大的台基与上部楼身组成，总高40米，被誉为国内现存体量最大的鼓楼。下部台基高13米，东西宽度43.3米，南北纵深33.3米，中心石券门洞高9米，纵贯台基南北，东北部分设有长25.09米的上楼马道，马道两端各有大门一道。楼身高26.7米，共三层，外观为四檐歇山顶，屋檐层层收分，每层面阔七间，进深五间，四周有回廊，二层设勾栏，三层在勾栏之下设平坐，拉开二层和三层屋檐的距离，使得立面比例和谐优美。每层檐下施斗栱，共用七种，梁架精巧，结构独特。南立面中部悬挂巨型匾额“声闻四达”，系清雍正十一年（1733年）原平道汤豫诚书；北立面悬挂巨型匾额“威震三关”，也时同一年所制；南立面顶层檐下悬挂横匾“雁门第一楼”为清道光二十七年（1847年）知州陈鼎雯书写。登楼的楼梯狭窄陡峭。

楼侧有唐代经幢一座，也是珍贵的文物遗存。

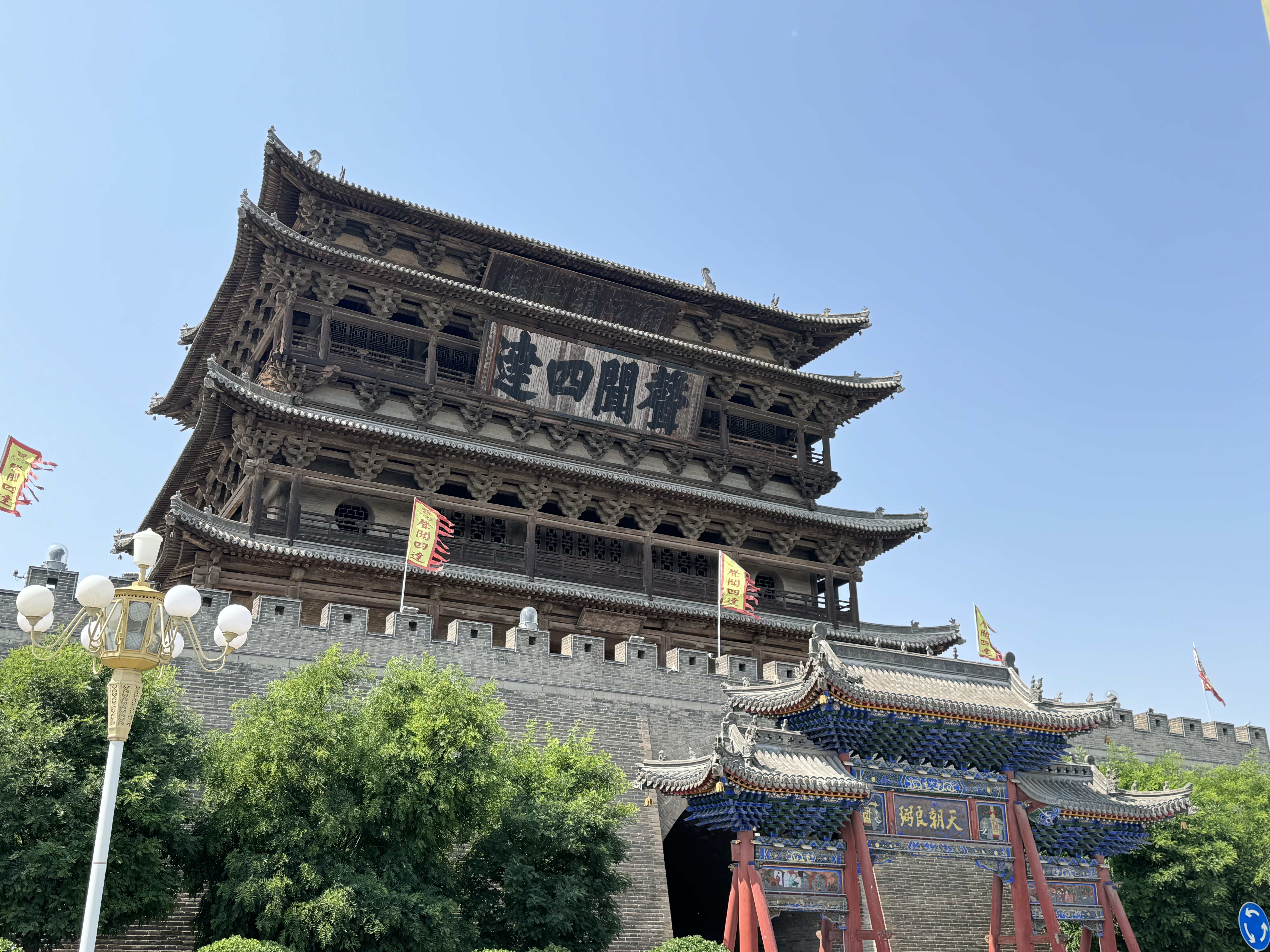
南面
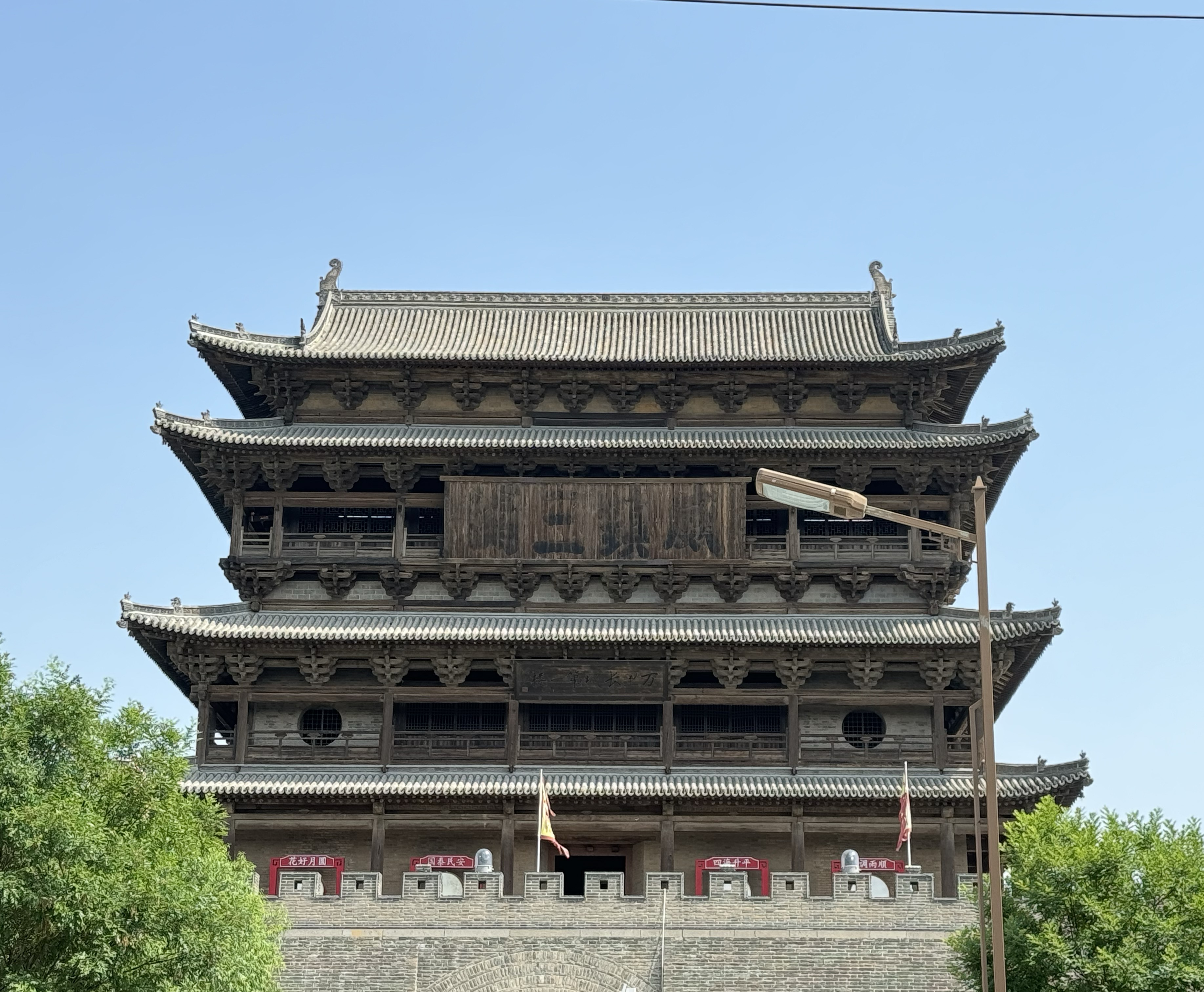
北面
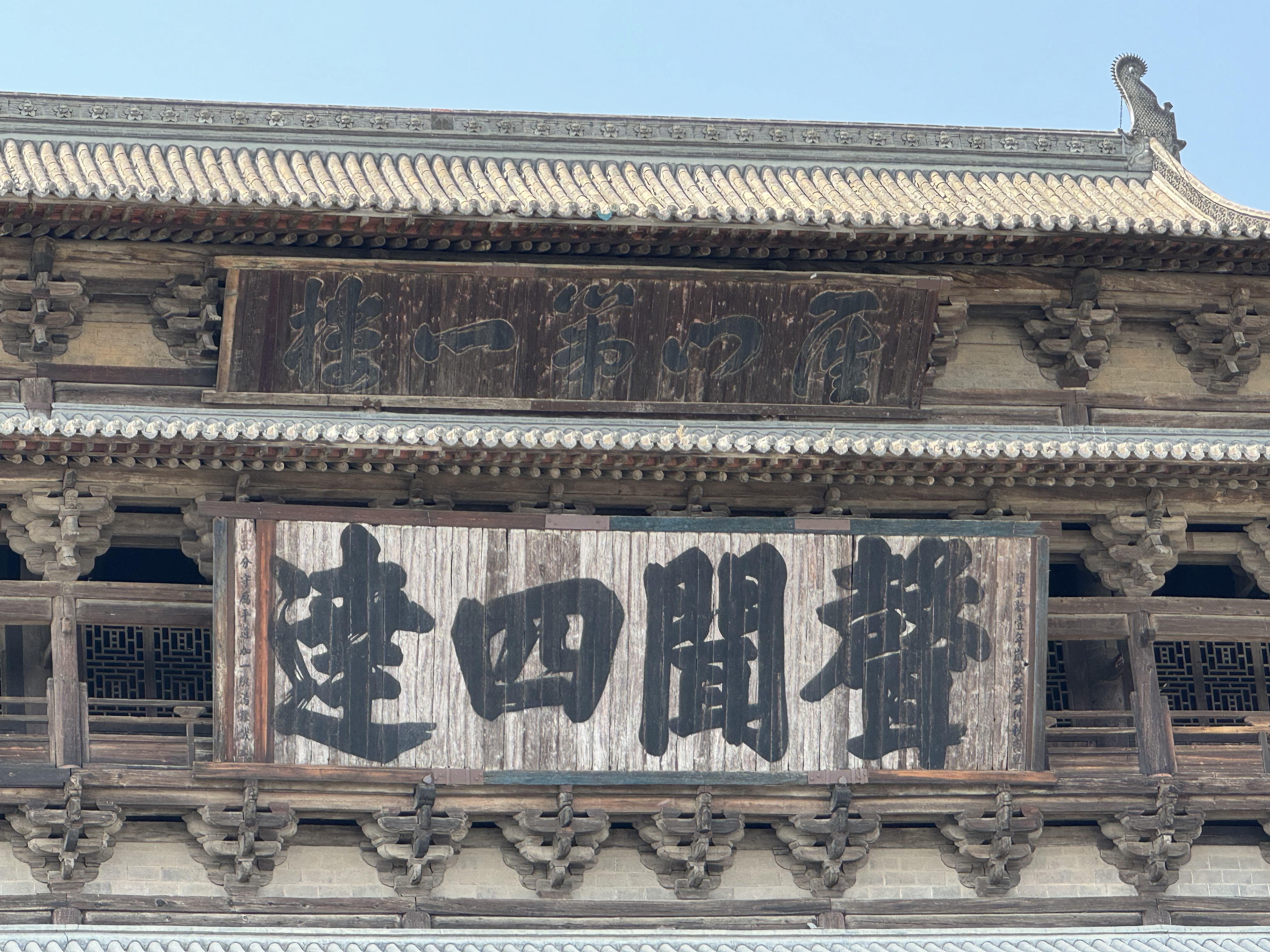
雁门第一楼和声闻四达匾额
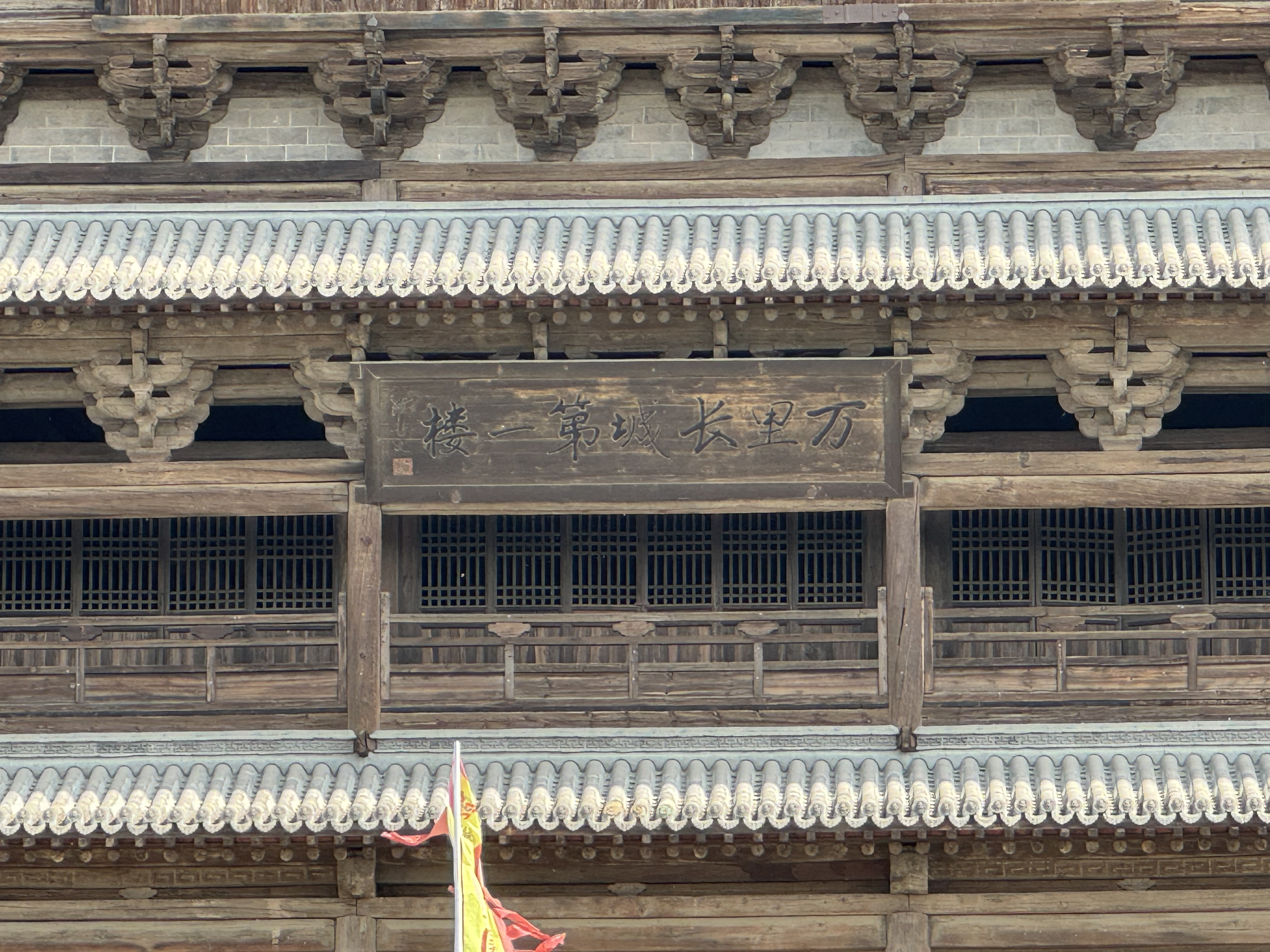
万里长城第一楼匾额
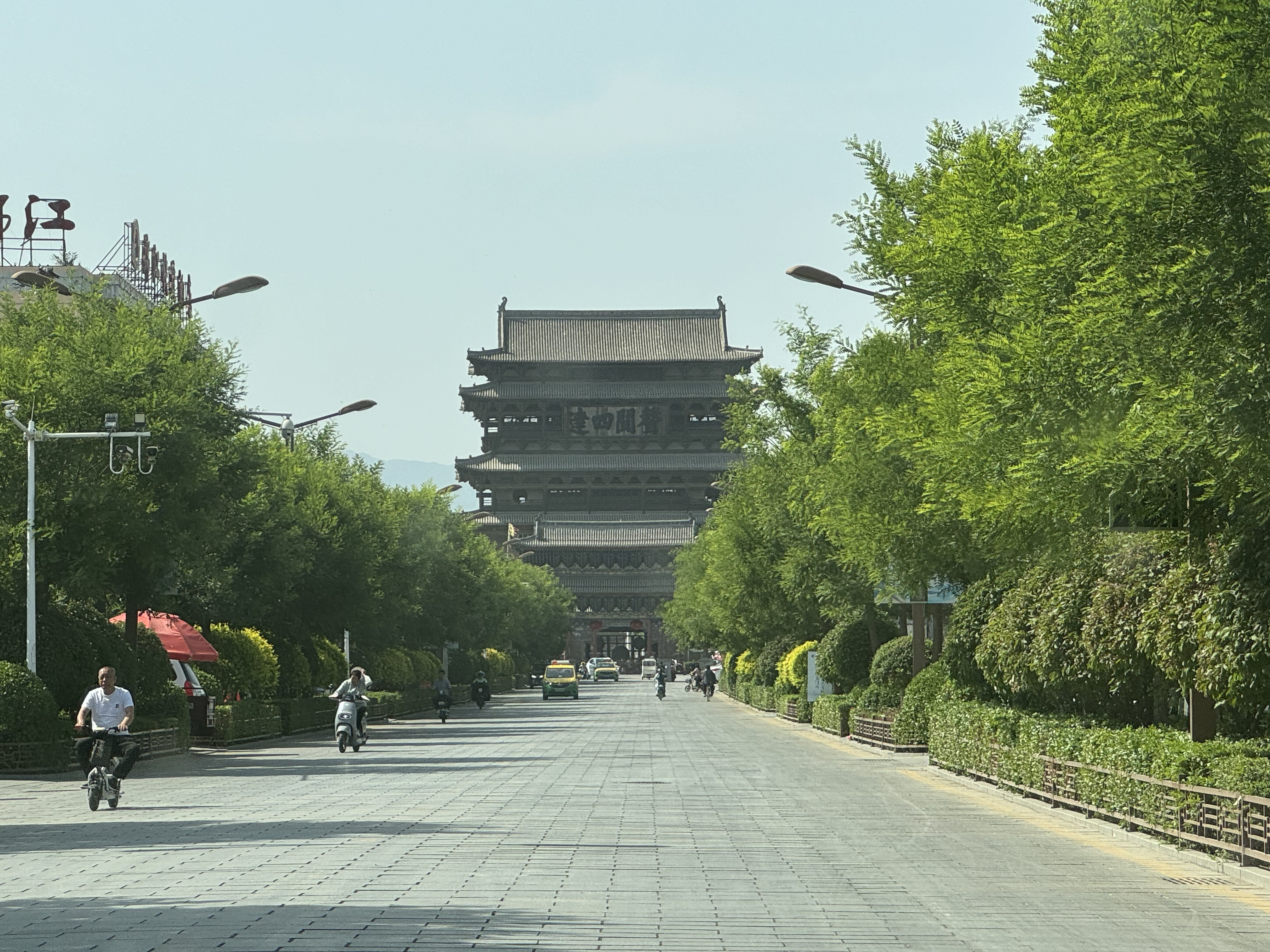
边靖楼远景

## 保护
1954年，边靖楼公布为山西省文物保护单位
1998年10月，山西省文物局组织修缮边靖楼，由杨贵庭主持进行落架大修
2001年6月25日，边靖楼公布为第五批全国重点文物保护单位，编号5-235